# Дуглас, Джеффри
Дже́ффри Ду́глас (англ. Jeffrey Douglas) — канадский актёр.
Родился 8 июня 1971 года в Труро, провинция Новая Шотландия, Канада. Знаменит ролью гордого канадца Джо в рекламе пива Мольсон «Я канадец!». По иронии судьбы после успеха рекламы, начавшего карьеру Дугласа как актёра, тот перебрался в Лос-Анджелес. Также Джеффри Дуглас сыграл роли профессора Захари в телесериале «Школа „Чёрная дыра“» и Кабби в сериале «Знаменитый Джетт Джексон».

## Факты
- Джефф женат на Анне Марие Диас.
- На канале History Channel Джеффри был ведущим шоу «То, что движется» («Things That Move»).
- Джефф отлично играет на гитаре и поёт.
- Иногда в титрах упоминается как Джефф Дуглас, Джеффри «Джей Ди» Дуглас.

## Фильмография

### 2000-е
- Школа «Чёрная дыра» (телесериал 2002—2006) / Strange Days at Blake Holsey High — Профессор Захари
- Дикая жизнь Дарси (телесериал 2004) / Darcy’s Wild Life
  - 2005 — эпизод Thanksgiving — Рори Филдс
- Show Me Yours (телесериал 2004)
  - 2005 — эпизод On the Other Hand — Дуглас
- Джокер (телесериал 2003—2005) / Wild Card
  - 2004 — эпизод Bada Bing, Bada Busiek — Дэт Бервин
- Это страна чудес (телесериал 2004) / This Is Wonderland
  - 2004 — эпизод Episode #1.11 — Мэтт Лириано
- Sue Thomas: F.B.Eye (телесериал 2002—2005) — Дэвид Палмер
- 1-800-Missing (телесериал 2003)
  - 2003 — эпизод Pilot
- 2003 — Паучьи сети / Webs — Шелдон
- 2003 — Touch & Go — Дарси Макманус
- 2002 — Джон Кью / John Q — компьютерный полицейский
- 2001 — Джетт Джексон / Jett Jackson: The Movie — Кабби
- Когда сердца бьются в такт (телесериал 2000) / In a Heartbeat
  - (???) — эпизод Star Struck — Галилео Теннисон
- Томми-оборотень (телесериал 1999—2002) / Big Wolf on Campus
  - 2000 — эпизод Imaginary Fiend — Винс

### 1990-е
- 1998 — Я скандалист: история Жаклин Сьюзан / Scandalous Me: The Jacqueline Susann Story — Гай Мэнсфилд в 27 лет
- Знаменитый Джетт Джексон (телесериал 1998—2001) / The Famous Jett Jackson — Кабби